# Burnham (Maine)
Burnham és una població dels Estats Units a l'estat de Maine (EUA). Segons el cens del 2000 tenia 1.142 habitants.

## Demografia
Segons el cens del 2000, Burnham tenia 1.142 habitants, 442 habitatges, i 326 famílies. La densitat de població era d'11,3 habitants per km².
Dels 442 habitatges en un 34,4% hi vivien nens de menys de 18 anys, en un 59,5% hi vivien parelles casades, en un 9% dones solteres, i en un 26,2% no eren unitats familiars. En el 20,6% dels habitatges hi vivien persones soles el 7% de les quals corresponia a persones de 65 anys o més que vivien soles. El nombre mitjà de persones vivint en cada habitatge era de 2,58 i el nombre mitjà de persones que vivien en cada família era de 2,97.
Per edats la població es repartia de la següent manera: un 26,4% tenia menys de 18 anys, un 7,4% entre 18 i 24, un 28,8% entre 25 i 44, un 26,6% de 45 a 60 i un 10,8% 65 anys o més.
L'edat mediana era de 37 anys. Per cada 100 dones de 18 o més anys hi havia 103,1 homes.
La renda mediana per habitatge era de 31.071 $ i la renda mediana per família de 33.580 $. Els homes tenien una renda mediana de 23.828 $ mentre que les dones 21.053 $. La renda per capita de la població era de 14.030 $. Entorn del 13,8% de les famílies i el 16% de la població estaven per davall del llindar de pobresa.